# غيليرم أفونسو
غيليرم أفونسو (بالبرتغالية: Guilherme Afonso‏) (15 نوفمبر 1985 لواندا أنغولا - ) هو لاعب كرة قدم سويسري.

## روابط خارجية
- غيليرم أفونسو على موقع قاعدة بيانات كرة القدم.إي يو (الإنجليزية)
- غيليرم أفونسو على موقع ناشيونال فوتبول تيمز (الإنجليزية)
- غيليرم أفونسو على موقع Soccerway.com (الإنجليزية)
- غيليرم أفونسو على موقع عالم كرة القدم.نت (الإنجليزية)